# Agnes de Poitou
Agnes de Poitou sau Agnes de Aquitania (n. c. 1025, Poitou, Franța – d. 14 decembrie 1077, Roma, Statele Papale), aparținând Casei Poitiers, a fost regină consoartă din 1043 până în 1046 prin căsătoria cu regele german Henric al III-lea. În 1046 a fost încoronată împărăteasă și odată cu soțul ei, iar după moartea soțului ei, din 1056 până în 1061 a fost regentă în Sfântul Imperiu Roman pentru fiul ei minor, Henric al IV-lea. 

## Biografie

### Familia
Agnes a fost fiica ducelui Wilhelm al V-lea de Aquitania și a soției sale, Agnes de Burgundia. De asemenea, ea a fost soră cu ducii de Aquitania Wilhelm al VI-lea, Eudes, Wilhelm al VII-lea și Wilhelm al VIII-lea. Bunicii ei pe linie maternă au fost Otto-Wilhelm de Burgundia și Ermentruda de Reims.

### Căsătoria cu Henric al III-lea
Agnes s-a căsătorit la Ingelheim în noiembrie 1043 cu regele german Henric al III-lea, deja văduv după moartea primei sale soții, Gunhilda de Danemarca. Agnes a fost încoronată regină la Mainz în același an, iar încoronarea imperială a celor doi a avut loc pe 25 decembrie 1046 la Roma. Căsătoria regelui Henric cu Agnes a fost dictată de interese dinastice și politice. Căsătoria celor doi a consolidat relația Imperiului romano-german cu spațiul francez. Legătura cu una dintre cele mai puternice case princiare franceze îmbunătățea poziția lui Henric în Burgundia deoarece soția sa era foarte bogată. Agnes era o tânără educată și foarte credincioasă. Abația Cluny a fost fondată de familia ei, iar starețul Hugo de Cluny a fost nașul de botez al moștenitorului tronului, Henric, și apropiat de încredere al familiei imperiale.
Cuplu regal, cu o profundă conștiință a datoriei religioase, detesta risipa și distracțiile de la curte, la nunta lor nefiind invitați cântăreți și jongleri cum se obișnuia în acele vremuri. Henric, entuziasmat de ideea pacificării lumii creștine, o mișcare apărută în Franța și numită „Pacea lui Dumnezeu”, a încercat să interzică aplicarea „legii celui mai puternic” și răfuielile private. Agnes i-a întărit ideea sacralității puterii lui regale și i-a susținut concepțiile privind reformarea Bisericii. Ca regentă, Agnes a fost foarte activă politic, numele ei aparând în numeroase documente. Ea a avut relații bune cu papa Leon al IX-lea precum și cu episcopii de Passau.

### Preluarea regenței după moartea lui Henric al III-lea
După moartea lui Henric al III-lea în octombrie 1056, Agnes a preluat regența pentru fiul ei în vârstă de 6 ani care fusese deja încoronat rege german sub numele Henric al IV-lea. La începutul regenței, Agnes a continuat politica soțului ei fiind susținută de abatele Hugo de Cluny, nașul fiului ei, și de papa Victor al II-lea. Acesta, ca episcop de Eichstätt și susținător al dinastiei Saliene, a făcut tot ce i-a stat în putință pentru ca Agnes să preia regența fără a întâmpina opoziție. Ca și soțul ei, Agnes a fost de partea reformatorilor Bisericii și a dus o politică de reconciliere și menținere a păcii.
Împreună cu fiul său, Agnes vizita anual toate regiunile imperiului, ținea diete, era prezentă la adunările de judecată și făcea donații episcopiilor, bisericilor și mănăstirilor. Cel mai important eveniment din timpul regenței ei a fost sfințirea Domului din Speyer la finalizarea construcției în 1061.
Agnes a început curând să atragă nobilii de partea ei înfeudându-i cu ducate. Rezultatul a fost renunțarea la drepturile ei de guvernare directă. Agnes a acordat în 1056 lui Conrad al III-lea din familia Ezzonilor, Ducatul Carintia, rămas de un an fără conducător. În 1057 Rudolf de Rheinfelden a fost înfeudat cu Ducatul de Suabia fiindu-i dată și administrarea Burgundiei. Cronicarul contemporan Frutolf din Michelsberg relatează că Rudolf de Rheinfelden ar fi primit feuda după ce o răpise pe fiica lui Agnes, Matilda, în vârstă de nouă ani, cu care s-a căsătorit în 1059. Berthold de Zähringen, care revendicase același ducat, s-a simțit nedreptățit, dar a fost înfeudat în 1061 cu Ducatul de Carintia după moartea ducelui Conrad al III-lea.
Dificultățile pe planul politicii externe au forțat-o pe împărăteasă să renunțe în 1061 la Ducatul de Bavaria, ultimul ducat important aflat sub autoritatea directă a familiei regale. Agnes i-a dat acest ducat contelui saxon Otto de Northeim care a devenit astfel responsabil pentru apărarea părții de sud-est a imperiului. Vecinii din est, în special ungurii, reprezentau pentru imperiu un pericol care nu trebuia subestimat. Deși era regentă, fiind femeie, Agnes nu putea conduce ea însăși campanii militare. Prin urmare, trebuia să aibă de partea sa nobili puternici și experimentați în lupte, ca Otto de Northeim și Rudolf de Rheinfelden. 
În trecut cercetătorii istorici (Meier-Knonau, Giesebrecht și Buhlst-Thiele) au pus pe seama lui Agnes accelerarea declinului puterii dinastiei Salienilor și reducerea bazei puterii regatului datorate acordării ducatelor menționate. Totuși, acești duci înfeudați de Agnes au devenit ulterior cei mai mari adversari ai fiului ei, Henric al IV-lea. La momentul înfeudării, Otto de Northeim acționa cu siguranță în spiritul dinastiei Salienilor. Așa cum și-a dorit Agnes, el a protejat eficient imperiul împotriva amenințărilor externe și a ajuns la un compromis cu ungurii instalându-l pe Solomon ca rege al Ungariei, ceea ce nu-i reușise lui Henric al III-lea în timpul vieții. Această relație a fost consolidată în 1063 prin căsătoria lui Solomon cu Iudita, fiica lui Agnes. 
Imperiul a fost inițial asigurat intern și extern. Agnes era respectată. Concesiile ce i-au fost făcute au fost destul de mari dându-i-se și asigurări că va putea ea însăși desemna un urmaș dacă tronul rămânea vacant în cazul morții premature a lui Henric al IV-lea (fratele său mai mic, Conrad, murise deja în 1055). Faptul că Agnes avea dreptul să propună un candidat la tron, a cărui alegere urma să fie obligatorie, demonstrează că ea era considerată o conducătoare legitimă în imperiu. Fără acordul ei, principii nu puteau alege un nou rege german. Seriozitatea acestui jurământ a fost demonstrată de scrupulele principilor la alegerea antiregelui împotriva lui Henric al IV-lea în 1076.

### Conflictul privind alegerea papei
În 1057 moartea papei Victor al II-lea, consilierul și prietenul ei, a reprezentat un punct de cotitură pentru Agnes, strânsa legătura dintre papalitate și curtea regală germană fiind foarte afectată. Epoca papilor loiali împăratului se apropia de sfârșit, iar familia imperială germană s-a trezit tot mai mult prinsă între fronturile partidelor interesate de alegerea papei. În rândul clericilor, oponenții și susținătorii reformei s-au confruntat. Nobilimea Romei a recunoscut o nouă oportunitate de a-și exercita influența, iar normanzii și-au întărit poziția angajându-se să plătească tribut papei, să apere scaunul episcopal din Roma și să garanteze alegeri papale libere.
Printr-un decret emis de Paști în Conciliul Lateranului din 1059, papa Nicolae al II-lea a stabilit că alegerea papei va fi făcută de cardinali, iar împăratul urma să fie doar informat asupra rezultatului alegerii. Acest decret era îndreptat atât împotriva imperiului, cât și împotriva aristocrației Romei.
Astfel, după moartea papei Nicolae al II-lea la 19 iulie 1061, cardinalii l-au ales papă la 30 septembrie 1061 pe episcopul Anselm de Lucca aparținând partidei reformatoare, papă sub numele Alexandru al II-lea. Agnes a refuzat să recunoască această alegere opunându-i propriul candidat, episcopul Cadalus de Parma, care a devenit antipapă sub numele Honoriu al II-lea la 28 octombrie 1061 în Basel. Situația a escaladat și a dus la o schismă rezolvată abia în mai 1064 la Sinodul de la Mantua prin destituirea lui Honorius.
După evenimentele din Basel a urmat o pauză în regența împărătesei. Curtea germană devenise un oponent al papalității reformatoare, iar împărăteasa era considerată parțial vinovată de scindarea bisericii. Faptul că Honorius al II-lea nu a putut să se impună la Roma și a trebuit să se întoarcă în dieceza de Parma, a fost o lovitură politică pentru Agnes. A fost întâia dată când un papă numit de curtea imperială nu reușise să se impună. Papalitatea reformatoare se emancipase de imperiu și acționase împotriva intereselor acestuia.

### Intrarea în viața monahală
Sprijinul dat oponenților reformei a provocat împărătesei de-a lungul vieții sentimente de vinovăție și neliniște. Agnes pare să nu fi văzut altă opțiune decât propria retragere din politică pentru a le oferi celorlalți posibilitatea de a rezolva problema papală fără deciziile ei. Potrivit istoricului Mechthild Black-Veldtrup, retragerea împărătesei la Mănăstirea din Speyer ar fi avut loc imediat după conflictul privind alegerea papei, probabil la 21 noiembrie 1061. Cronicarul Berthold din Reichenau descrie faptul astfel: „ÎÎn această vreme, împărăteasa Agnes, luând vălul sfânt, și-a consacrat viața lui Hristos după ce renunțase la straiele regale”.
Aceasta a presupus retragerea din politica activă. În consecință, Agnes l-a numit „subregent” pe confidentul ei, episcopul Henric al II-lea de Augsburg. Astfel, retragerea lui Agnes nu trebuie văzută ca o urmare a oboselii de a guverna, ci trebuie înțeleasă în context ca o consecință a aprecierilor sale greșite în politica ei privitoare la Roma și ca o expresie a acceptării propriei responsabilități în criza alegerilor papale.

### Lovitura de stat din Kaiserswerth

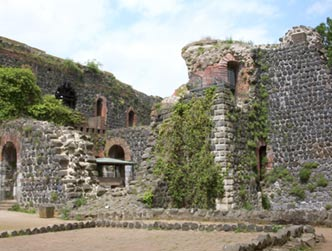
Ruinele palatului imperial din Kaiserswerth

„Subregentul” Henric al II-lea de Augsburg nu a fost acceptat de majoritatea principilor fiind acuzat că are „un mod stângace și prezumțios de a guverna”. Pentru abatele Lampert din Hersfeld împărăteasa însăși a adăugat la acestea „suspiciunea unei iubiri indecente [cu Henric de Augsburg] datorită zvonului că o relație atât de apropiată nu ar fi putut apărea fără o legătură imorală”.
Mai mult, ea avea din ce în ce mai multă încredere în funcționarii regali, așa-numiții ministerialis. Astfel, ea l-a însărcinat pe Kuno, funcționar al curții, să se ocupe de educația fiului ei. Faptul că tânărul Henric al IV-lea a fost instruit de funcționari regali, de „oameni fără origini”, părea foarte dubios nobilimii și clerului.
Unii principi au început să-și urmărească propriile interese. La începutul lunii aprilie 1062 un grup de principi ecleziaști și laici s-au unit sub conducerea arhiepiscopului de Köln, Anno al II-lea și l-au răpit pe regele Henric al IV-lea în vârstă de doisprezece ani, din palatul imperial Kaiserswerth. Acest eveniment a intrat în istorie ca „Lovitura de stat din Kaiserswerth”.
Motivele acestei acțiuni nu sunt suficient de clare sursele oferind informații foarte contradictorii. Opinia contemporanilor timpului este împărțită. Relatarea lui Lampert din Hersfeld pare relativ obiectivă atunci când scrie că răpitorii, mai ales Anno, au căutat „să-l îndepărteze pe fiu de sub influența mamei sale și să preia administrația imperiului”. Lampert nu îndrăznește să speculeze cu privire la motivele conspiratorilor și, deși vorbește de posibilitatea ca Anno „să fi acționat din ambiție politică”, el admite că ar fi putut acționa și spre binele imperiului.
Totuși, concluzia din cronica Vita Heinrici este subiectivă și devine de înțeles dacă se presupune că autorul ei anonim era foarte apropiat de familia regală. Aici, principalul motiv al acțiunii este teama de „maturitatea, înțelepciunea și morala strictă” a lui Agnes. Motivul oficial a fost faptul că era nepotrivit ca imperiul să fie condus de o femeie ceea ce autorul nu aprobă total și pretinde chiar că tânărul rege a fost răpit doar pentru ca principii să-și poată extinde netulburați propria putere. 
Într-o oarecare măsură, Bruno îl acuză pe Henric însuși pentru propria răpire: tânărul Henric, „plin de aroganță regală, a ascultat cu greu îndemnurile mamei sale” și afirmă că „venerabilul” Anno l-a educat „cu toată grija” după răpire. Bruno nu numai că neagă orice servitute a lui Agnes (fie că este vorba doar de asigurarea educației corecte a tânărului rege sau a regenței, rămâne o întrebare deschisă), dar mai presus de toate îl laudă pe Anno pentru politica sa. Critica lui Henric al IV-lea însuși poate fi explicată prin faptul că Bruno nu a fost de acord cu politica ulterioară dusă de Henric și descrie în mod oficial trăsăturile de caracter negative ale lui Henric din prima sa tinerețe. Este evident deci că, politic, el nu era de partea lui Agnes.
Deși sursele nu raportează nimic demn de încredere cu privire la motivele răpitorilor, cercetările de astăzi presupun că atât dorința de a câștiga puterea, în special în cazul lui Anno de Köln, cât și preocuparea cu privire la neglijarea educaței lui Henric al IV-lea, au fost decisive. Arhiepiscopul Anno de Köln, arhiepiscopul Siegfried I de Mainz și, puțin mai târziu, arhiepiscopul Adalbert de Hamburg-Bremen au împărțit responsabilitatea guvernării. Chiar dacă tânărul rege se afla pe tron, arhiepiscopii controlau atunci averile imperiului. Totuși, Agnes a rămas la curtea regală. Istoricul Tilman Struve a arătat că ea a plecat la Roma abia la 3 ani după acest eveniment când a intrat în viața monahală. Această întârziere a fost cauzată de motive politice și în scopul susținerii pretenției la tron a fiului ei încă minor. Astfel, a fost infirmată ideea că împărăteasa s-a retras la mănăstire de frică.

### După evenimentele din Kaiserswerth
Nu este surprinzător faptul că istoricii au presupus multă vreme că împărăteasa Agnes s-a retras la mănăstire imediat după evenimentele din Kaiserswerth deoarece mulți contemporani ai vremii au menționat astfel plecarea ei. Frutolf din Michelsberg relata în cronica sa încă din 1056, într-o prezentare generală a evenimentelor, că împărăteasa a plecat la Mănăstirea Fruttuaria imediat după răpirea fiului ei și că a murit la Roma.
Această opinie pare să fi fost revizuită. Tillmann Struve a arătat că Agnes nu și-a început călătoria spre Roma care însemna retragerea ei din viața laică, în 1062/1063, ci abia în 1065 adică la trei ani după lovitura de stat din Kaiserswerth. Pentru concluziile sale, Struve s-a bazat în primul rând pe rapoartele lui Petrus Damiani, un confident al lui Agnes care a descris sosirea ei la Roma. 
Deoarece Damiani nu furnizează o dată exactă, Struve a comparat toate sursele cunoscute determinând astfel când s-au aflat Petrus Damiani și împărăteasa Agnes în același timp la Roma. Mai mult, Struve compară eclipsele de lună care apar în informațiile date de Damiani legând vremea împăratului Henric al III-lea și moartea papei Victor al II-lea de o eclipsă totală de lună despre care spune că ar avut loc în același timp cu „schisma Cadalus”, cu eclipsa de lună de la acea vreme. Struve ajunge la concluzia că împărăteasa ar fi călătorit la Roma abia în mai sau noiembrie 1065. Deși Agnes a scris o scrisoare egumenului Mănăstirii Fruttuaria imediat după evenimentele din Kaiserswerth, în care a cerut să fie acceptată în comunitatea monahală, Lampert din Hersfeld a raportat în mod congruent că Agnes a fost convinsă de consilierii ei să rămână în imperiu pentru moment: „Și nu mult timp după aceea s-a hotărât să renunțe la cele lumești, [...] și s-ar fi grăbit să-și ducă la îndeplinire planul dacă prietenii ei nu ar fi atenuat  cu planuri mai gândite impulsul impetuos al inimii ei”.
Din punct de vedere politic, șederea lui Agnes în imperiu era încă necesară chiar dacă pierduse regența deoarece era considerată șefa Casei Saliene până când Henric al IV-lea atingea vârsta majoratului. Doar rămânând în imperiu Agnes a putut menține pretenția fiului ei la tron în imperiu. Pe acest fond, raportului lui Lampert, conform căruia Agnes a renunțat, la îndemnul consilierilor ei, să se retragă la mănăstire, i se oferă un fundal juridic concret și câștigă astfel credibilitate. Abia când Henric al IV-lea a fost declarat major la 29 martie 1065, Agnes s-a putut retrage la mănăstire punându-și în practică decizia de a sluji papalitatea reformatoare pe care o prejudiciase prin alegerea lui Honorius ca papă, împotriva propriilor convingeri religioase – aceasta reprezentând pentru reformatorii bisericii o decizie conștientizată a împărătesei.

### Ultimii ani în Italia
„Împărăteasa Agnes [...] a renunțat din penitență la controlul imperiului și de dragul lui Hristos; s-a dus la Roma, unde cu admirabilă smerenie a întreprins lucrări de penitență” - descrie cronicarul Frutolf din Michelsberg plecarea lui Agnes din imperiu ca pe o decizie conștient aleasă.
După 1065 Agnes s-a aflat mai ales în Italia unde a susținut atât de consistent mișcarea reformatoare încât, în calitate de sfătuitoare a papei Alexandru al II-lea și mai ales a papei Grigore al VII-lea, a contracarat, cel puțin parțial, interesele fiului ei, Henric al IV-lea. Pentru ea a fost importantă și promovarea mișcării de reformă în mănăstiri. O ședere mai lungă în Mănăstirea Fruttuaria este sigură, deși nu poate fi datată cu precizie. Agnes a sprijinit, de asemenea, mănăstirile din Abația Monte Cassino și Subiaco dedicându-și toate resursele mișcării de reformă în scopul de a repara pagubele cauzate de schisma din 1061 și pentru iertarea propriilor păcate.
Agnes a murit la Roma la 14 decembrie 1077. A fost înmormântată pe 6 ianuarie 1078 în „Rotunda PAetronella” din Bazilica Sf. Petru „atât de aproape de locul venerat ca mormânt al Sfântului Petru cât era posibil pentru o persoană laică”. Epitaful ei: „în viața ei doar […] faptele bune și dragostea pentru Petru și urmașii săi au fost în prim plan”.

### Descendenți
Copiii rezultați din această căsătoria lui Agnes cu Henric al III-lea au fost:
- Adelaida (1045–1096), stareță a Mănăstirii din Gandersheim și a celei din Quedlinburg unde și a fost înmormântată;
- Gisela (1047–1053);
- Matilda (1045–1060), căsătorită în 1059 cu Rudolf de Rheinfelden, ducele Suabiei, devenit antirege german în 1077;

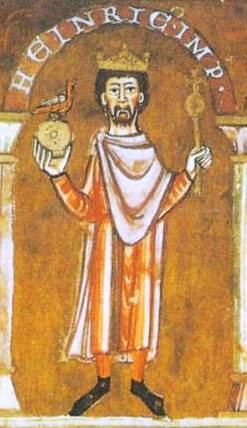
Fiul lui Agnes, Henric al IV-lea (detaliu dintr-un Evanghelar din Sf. Emmeram, după 1106)

- Fiul lui Agnes, Henric al IV-lea (detaliu dintr-un Evanghelar din Sf. Emmeram, după 1106)Henric (1050–1106), rege german din 1056, împărat al Sfântului Imperiu Roman din 1084;
- Conrad (1052–1055), duce al Bavariei;
- Iudita (1054–1093 sau 1095), căsătorită în 1063 cu regele Solomon al Ungariei (d. 1087) și în 1089 cu ducele Poloniei, Vladislav I Herman (d. 1102).[27]

## Concluzii
Agnes de Poitou este privită în mod controversat în cercetările istorice. Un rol important îl joacă aici nu doar faptul că, fiind femeie, a condus timp de câțiva ani unul dintre cele mai mari imperii ale vremii, ci mai ales momentul domniei ei: o perioadă a reformelor ecleziastice și a emancipării papalității de monarhia germană.
Multă vreme, cercetările mai vechi au descris imaginea unei regente care eșuase, ale cărei slăbiciuni erau nu în ultimul rând convingerile ei religioase, ceea ce a împiedicat-o să guverneze și să limiteze corect papalitatea reformatoare. Potrivit istoricului Karl Ludwig Hampe, „ca regentă, Agnes s-a trezit în fața unei sarcini care i-a depășit cu mult puterile. Înfricoșată și nesigură, fără judecată politică, în urma impulsurilor personale, plină de devotament față de biserică, femeie slabă [...]”. Marie Luise Bulst-Thiele a concluzionat că „rădăcinile religioase ale împărătesei s-au prezentat în cele din urmă ca o slăbiciune”. Wilhelm von Giesebrecht o descrie chiar pe Agnes ca având o fire indecisă, iar caracterul ei ca fiind fricos. În scrierea sa Geschichte des deutschen Kaisertums (Istoria Imperiului german) el o apreciază ca fiind o regentă slabă și soție a puternicului împărat Henric al III-lea.
Începând cu anii 1980, opinia cercetării cu privire la Agnes de Poitou s-a schimbat semnificativ. Tilman Struve și Mechthild Black-Veldtrup au reușit să pună sub semnul întrebării vechile opinii și să le corecteze într-o importantă măsură folosind noi metode de cercetare și surse înainte inaccesibile. Struve a precizat că retragerea la mănăstire a împărătesei nu ar trebui privită ca o reacție directă la lovitura de stat din Kaiserswerth și a datat retragerea lui Agnes la Roma doar spre sfârșitul anului 1065, adică după ce fiul ei, Henric al IV-lea, a preluat guvernarea. Acest lucru sugerează că împărăteasa nu s-a temut de responsabilitate într-o manieră resemnată și intimidată, ci mai degrabă a continuat să susțină pretențiile fiului ei la tron atâta timp cât a fost necesar. Mechthild Black-Veldtrup (1995) a scris un studiu critic la adresa sursei despre Agnes de Poitou care rezumă, de asemenea, multe descoperiri noi într-o imagine diferită a împărătesei.
Chiar dacă sfârșitul guvernării lui Agnes a fost văzut timp de secole ca fiind un eșec și continuă să fie astfel considerat într-o oarecare măsură, acest lucru nu poate fi în niciun caz stabilit ca sigur. Mai degrabă se poate presupune că retragerea lui Agnes din politică a fost o alegere conștientă, date fiind circumstanțele în care a făcut acest pas. Chiar și contemporanii ei au recunoscut că ea s-a străduit mereu să păstreze un echilibru politic. Agnes a reușit să creeze condiții stabile în imperiu pentru a menține o bază a puterii pentru fiul ei, Henric al IV-lea.
La început, Agnes a reușit să conducă aproape fără a fi contestată, inițial cu ajutorul papei Victor al II-lea. Agnes nu a continuat cursul confruntării soțului ei, Henric al III-lea, cu saxonii. Mai degrabă ea a știut să se împace cu ei ceea ce este susținut de faptul că, începând din anul 1057 și până la sfârșitul regenței ei, în Saxonia nu sunt cunoscute tulburări. Pe plan intern, Agnes a obținut stabilitate prin acordarea ducatelor proprii regelui ceea ce ca efect secundar a întărit imperiul pe plan extern, granițele lui fiind mai sigure. În acest fel, în timpul regenței împărătesei, s-a pus capăt disputei cu Regatul Ungariei.
Semne concrete de nemulțumire față de guvernarea lui Agnes au apărut abia în anii 1160. Criticile menționate privesc o dispută personală de lungă durată cu episcopul Gunther de Bamberg, preferința ei pentru episcopul Henric de Augsburg, lipsa de progres în educația lui Henric al IV-lea, încrederea în funcționarii regali și reticența ei de a conduce guvernarea. Cele din urmă pot fi considerate ca o decizie conștientă, urmare a recunoașterii vinovăției ei în schisma provocată de alegerea lui Cadalus ca papă. Considerându-se responsabilă pentru aprecierea greșită a situației politice și disputa dintre reformatorii bisericii și imperiu, Agnes a hotărât să se călugărească. Lovitura de stat de la Kaiserswerth a urmat la scurt timp după aceea. Atacul în sine a avut un impact redus asupra poziției lui Agnes după ridicarea lui Henric de Augsburg la rangul de „subregent”. În cele din urmă, Anno de Köln îl înlocuise doar pe bărbatul din Augsburg ca regent și tutore real al tânărului rege. Faptul că Agnes a părăsit imperiul în mai sau noiembrie 1065 nu poate fi atribuit evenimentului din Kaiserswerth, ci poate fi doar o urmare a conflictului electoral papal din 1061 din care au decurs toate celelalte evenimente.